# Arandu (ort)
Arandu är en ort i Brasilien.   Den ligger i kommunen Arandu och delstaten São Paulo, i den södra delen av landet, 800 km söder om huvudstaden Brasília. Arandu ligger 613 meter över havet och antalet invånare är 6 123.
Terrängen runt Arandu är huvudsakligen platt, men österut är den kuperad. Närmaste större samhälle är Avaré, 13,7 km öster om Arandu.
Omgivningarna runt Arandu är huvudsakligen savann. Runt Arandu är det ganska glesbefolkat, med 21 invånare per kvadratkilometer.